# Charles Simmons (Schriftsteller)

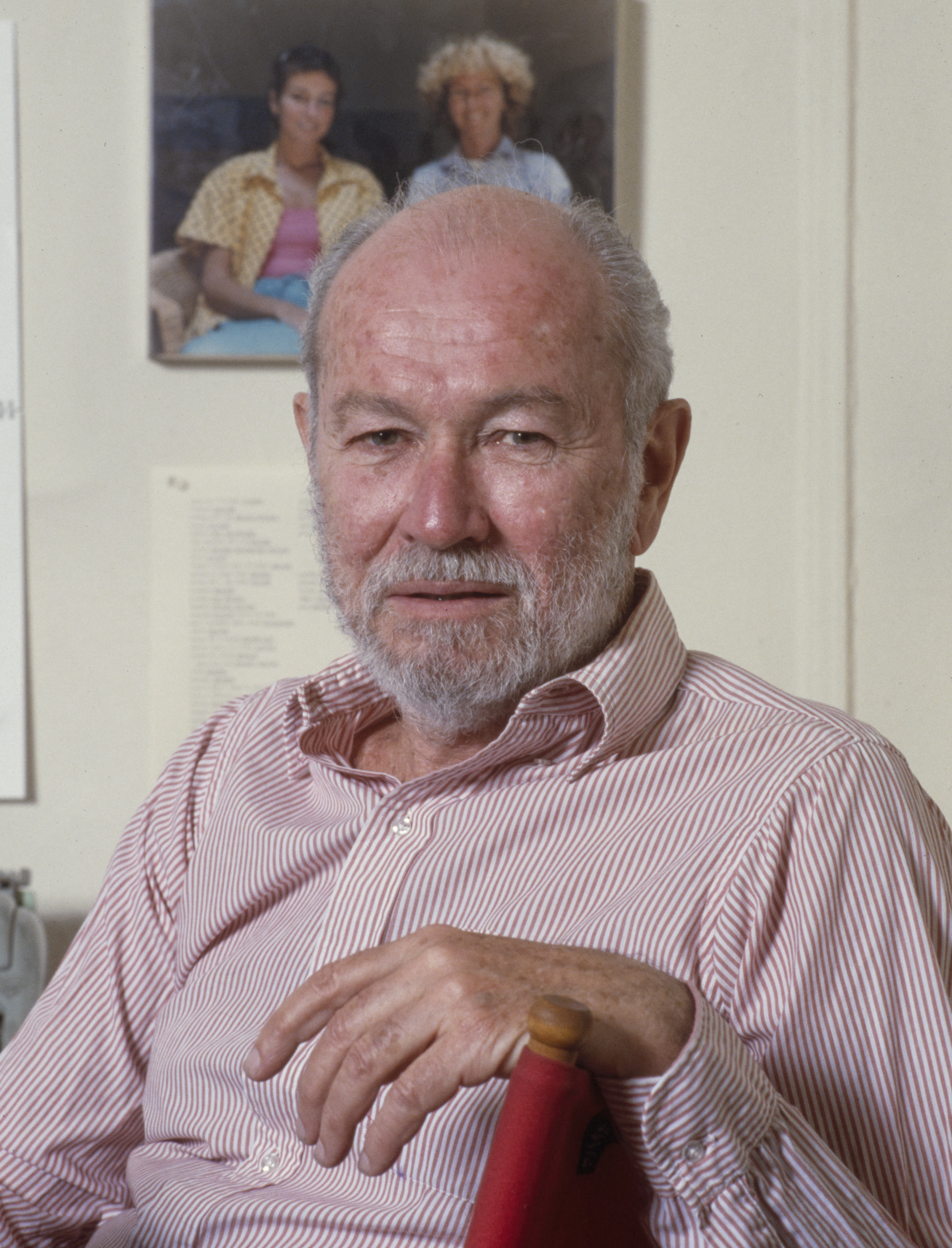
Charles Simmons, 1987

Charles Simmons (* 17. August 1924 in New York City, New York; † 1. Juni 2017 ebenda) war ein US-amerikanischer Schriftsteller, der in New York City lebte.

## Leben
Charles Simmons arbeitete lange als Redakteur, unter anderem bei The New York Review of Books. 1965 erhielt er den William Faulkner Foundation Award für seinen Roman Eipulver.
Sein Roman Salzwasser, eine Hommage an die Erzählung Erste Liebe von Iwan Tturgenjew, beginnt mit dem Satz:
„Im Sommer 1963 verliebte ich mich, und mein Vater ertrank.“ Dieser Roman wurde vor allem nach dem Erscheinen in den Vereinigten Staaten und Frankreich wie auch in Deutschland von der Kritik enthusiastisch gelobt.

## Werke
- Eipulver, 1967 (1964) DNB
- Salzwasser, Beck, 1999 (Erstausgabe 1998). ISBN 3-406-45291-4
- Lebensfalten, Beck 2001 (1978), Übertragung Susanne Hornfeck. ISBN 3-423-13062-8
- Das Venusspiel, Beck 2002, Übertragung Jörg Trobitius. ISBN 3-406-49317-3
- Belles Lettres, Beck 2003, Übertragung Klaus Modick, Übertragung der Sonette Ulrike Draesner. ISBN 3-406-50970-3
- Geständnisse eines ungeübten Sünders, Beck 2005, ISBN 3-406-52929-1